# Марка Лодзинского гетто
Марка Лодзинского гетто (нем. Mark, пол. Marka getta łódzkiego) — денежная единица Лодзинского гетто в 1940—1944 годах. Делилась на 100 пфеннигов (нем. pfennig). За пределами гетто марки не имели никакого значения. В народе получили прозвище хаимки или румки.

## Денежные знаки для зоны гетто
Были в первую очередь активным инструментом для грабежа обитателей гетто Лодзи и средством их дополнительной изоляции от внешнего мира. Денежные знаки выпускались в виде банкнот и монет. Денежная система Лодзинского гетто была единственной в своем роде, работающей в гетто в оккупированной Польше.
Ранние монеты напоминали по дизайну пфенниги Третьего рейха, что вызвало возмущение немецких властей. Дизайнером последующих монет был Мордух Глезер (1890—1950).
Первоначальный дизайн банкнот художника Винценты Браунера, участника довоенной арт-группы «Юнг Идиш» (пол. Jung Jidysz), включал изображение человека, разрывающего цепи, и не был утверждён немецкими властями. Автором финального варианта банкнот стал лодзийский архитектор Игнаций Гутман, который был назначен руководителем строительного департамента гетто. На его варианте банкнот были изображены менора и размещённая в углу звезда Давида. За отрисовку банкнот и предпечатную подготовку отвечал график Пинкус Шварц (пол. Pinkus Szwarc). Несмотря на тяжёлые условия и нехватку подходящих материалов, банкноты получились цельными и эстетическими.
Распоряжение № 70 Хаима Румковского, призывающее людей из гетто обменять банкноты и монеты рейха на фирменные квитанции, было издано 24 июня 1940 года. Деньги гетто в народе получили прозвище «румки» или «хаимки» по имени главы еврейской администрации гетто — Хаима Румковского.

## Цель введения денежной единицы
Целью введения марки было пресечение незаконной торговли между гетто и городом, потому что кроме гетто «валюта» не имела никакого значения. Однако, что более важно, создавался инструмент грабежа заключённых гетто. Другим аспектом введения квитанций было то, что никто из евреев не мог подать в суд на немцев, что у него украли деньги, потому что за отобранные деньги он получал полное возмещение в марках гетто. Обмен денег принес немцам огромную прибыль в виде нескольких миллионов марок. За укрывание любых других денег полагалась смертная казнь.
Эмитентом был Банк гетто. Деньги вошли в обращение 9 июля 1940 года, став единственной законной валютой в гетто. Первые банкноты (квитанции, Quittung) были напечатаны 15 мая 1940 года в лодзинской типографии — С. Manitius на ул. Жеромского № 87. Дважды 10-пфенниговые монеты выпускало Почтовое управление. Монеты чеканились в двух местах в гетто (на Жегерской и на Лагевнической). Наличные деньги были в обращении до конца существования гетто, до 29 августа 1944 года.
В гетто краткое время функционировала собственная почта, выпускавшая почтовые марки, чей номинал выражался в дробных долях (пфеннигах) марки Лодзинского гетто.

## Монеты
- Монеты: 10 пфеннигов, 5, 10 и 20 марок[6].

| Год  | Номинал      | Изображение | Металл | Диаметр | Вес     | Тираж      | Гурт    | №. в каталоге Пархимовича                                   | примечание                                                  |  |
| ---- | ------------ | ----------- | ------ | ------- | ------- | ---------- | ------- | ----------------------------------------------------------- | ----------------------------------------------------------- |  |
| 1942 | 10 пфеннигов |             | AL-Mg  | 19,1    | 0,76    | 100 000    | гладкий | 13                                                          |                                                             |  |
| 1942 | 10 пфеннигов |             | AL-Mg  | 21      | 0,76    | 100 000    | гладкий | 13                                                          | гладкий                                                     |  |
| 1943 | 5 марок      |             | AL     | 22,5    | 1,57    | 32 000 000 | гладкий | 14a                                                         | тираж вместе с монетой 14b                                  |  |
| 1943 | 5 марок      |             | AL-Mg  | 22,7    | 1,03    | 32 000 000 | гладкий | 14b                                                         | тираж вместе с монетой 14a                                  |  |
| 1943 | 10 марок     |             | AL     | 28,3    | 2,6     | 100 000    | гладкий | 15a                                                         | толщина монеты 1,6-1,7 мм тираж вместе с монетами 15b и 15c |  |
| 1943 | 10 марок     | 3,4         | AL     | 28,3    | 100 000 | 15b        | гладкий | толщина монеты 2,1—2,2 мм тираж вместе с монетами 15a и 15c |                                                             |  |
| 1943 | 10 марок     | 3,4         |        | 28,3    | AL-Mg   | 100 000    | гладкий | 15c                                                         | толщина монеты 2,1—2,2 мм тираж вместе с монетами 15a и 15b |  |
| 1943 | 20 марок     |             | AL     | 33,45   | 6,98    | 600        | гладкий | 16                                                          |                                                             |  |

## Банкноты
- Банкноты: 50 пфеннигов, 1, 2, 5, 10, 20 и 50 марок[4].

| Дата эмиссии | Серия | Номинал      | Аверс | Реверс | №. в каталоге Пархимовича/Борковского | примечания |
| ------------ | ----- | ------------ | ----- | ------ | ------------------------------------- | ---------- |
| 15 мая 1940  |       | 50 пфеннигов |       |        | 156                                   |            |
| 15 мая 1940  |       | 1 Марка      |       |        | 157                                   |            |
| 15 мая 1940  | A     | 1 Марка      |       |        | 157                                   |            |
| 15 мая 1940  |       | 2 Марки      |       |        | 158                                   |            |
| 15 мая 1940  |       | 5 Марок      |       |        | 159                                   |            |
| 15 мая 1940  |       | 10 Марок     |       |        | 160                                   |            |
| 15 мая 1940  |       | 20 Марок     |       |        | 161                                   |            |
| 15 мая 1940  |       | 50 Марок     |       |        | 162                                   |            |